# Cinarase
Cinarase (também denominada cardosina) é uma enzima proteolítica (protease aspártica), extraída da flor do cardo. É utilizada na produção de queijos tradicionais portugueses e espanhóis, causando a coagulação do leite.